# Клінтондейл (Нью-Йорк)
Клінтондейл (англ. Clintondale) — переписна місцевість (CDP) в США, в окрузі Ольстер штату Нью-Йорк. Населення — 1938 осіб (2020).

## Географія
Клінтондейл розташований за координатами 41°41′33″ пн. ш. 74°2′54″ зх. д. / 41.69250° пн. ш. 74.04833° зх. д. (41.692580, -74.048291).  За даними Бюро перепису населення США в 2010 році переписна місцевість мала площу 14,53 км², з яких 14,43 км² — суходіл та 0,10 км² — водойми.

## Демографія
Згідно з переписом 2010 року, у переписній місцевості мешкали 1452 особи в 550 домогосподарствах у складі 372 родин. Густота населення становила 100 осіб/км².  Було 612 помешкання (42/км²).
Расовий склад населення:
| - 89,5 % — білих - 3,6 % — чорних або афроамериканців - 2,3 % — азіатів - 0,1 % — корінних американців - 1,7 % — осіб інших рас |

До двох чи більше рас належало 2,8 %. Частка іспаномовних становила 8,3 % від усіх жителів.
За віковим діапазоном населення розподілялося таким чином: 22,2 % — особи молодші 18 років, 66,2 % — особи у віці 18—64 років, 11,6 % — особи у віці 65 років та старші. Медіана віку мешканця становила 40,1 року. На 100 осіб жіночої статі у переписній місцевості припадало 101,9 чоловіків;  на 100 жінок у віці від 18 років та старших — 98,2 чоловіків також старших 18 років.
Середній дохід на одне домашнє господарство  становив 72 538 доларів США (медіана — 52 726), а середній дохід на одну сім'ю — 96 357 доларів (медіана — 108 333). За межею бідності перебувало 11,3 % осіб, у тому числі 15,2 % дітей у віці до 18 років та 27,0 % осіб у віці 65 років та старших.
Цивільне працевлаштоване населення становило 705 осіб. Основні галузі зайнятості: освіта, охорона здоров'я та соціальна допомога — 27,4 %, роздрібна торгівля — 18,9 %, науковці, спеціалісти, менеджери — 10,5 %, будівництво — 10,2 %.